# Căutați idolul
Căutați idolul (titlul original: în franceză Cherchez l’idole) este un film de comedie-muzical franco-italian, realizat în 1964 de regizorul Michel Boisrond, protagoniști fiind actorii Mylène Demongeot, Franck Fernandel, Dany Saval, Charles Aznavour. 

## Conținut
Marea vedetă de film Mylène Demongeot se mută într-o casă nouă și frumoasă, lângă Bois de Boulogne. Casa ei în renovare este invadată de o armată de muncitori. Mylène este invitată de general să participe peste trei zile la o recepție care va avea loc la Palatul Elysee. Ea o roagă pe camerista sa, Gisèle, să-i pregătească rochia de gală pentru acea zi și vrea să poarte pandativul de diamant în formă de inimă care era foarte valoros. Între timp Mylène, trebuie să plece la Cannes. Richard, un muncitor faianțator drăguț care lucrează în casa vedetei, povestește iubitei sale Corinne care tocmai a sosit la Paris, ambițioasă, dornică de bani și o viață ușoară, ce a aflat întâmplător de la Gisele despre existența celebrei bijuterii. Corinne îl îndeamnă ca noaptea să fure micuța inimă, dar vecinii, văzându-l sărind peste zidul proprietății lui Mylène, alertează poliția. Urmărit de poliție, Richard se refugiază în cel mai apropiat depozit, un magazin de muzică și ascunde bijuteria lipind-o cu o gumă de mestecat în interiorul unei chitare electrice Ericson.
A doua zi, când Corinne se duce la magazin cu motivul că dorește să cumpere chitara, află că au fost cinci astfel de exemplare Ericson și care  tocmai au fost vândute la cinci idoli ai cântecului. Corinne îl face pe Richard responsabil de această gafă și rupe relația cu el, plecând pe urmele idolilor împreună cu prietena sa Vonny pentru recuperarea prețioasei bijuterii. Richard, regretând greșeala făcută la pretențiile Corinnei, merge și el împreună cu Gisele să recupereze diamantul, pentru a returna bijuteria lui Mylène înainte ca ea să se întoarcă de la Cannes. Vor trebui să caute și să se apropie de idoli în timpul spectacolelor lor, pentru a găsi din cele cinci chitare, pe cea care deține celebra comoară. Astfel cei patru, aleargă contra cronometru după cei cinci care sunt în posesia unei noi chitare: o fi cea al lui Charles Aznavour, Sylvie Vartan, Frank Alamo, Nancy Holloway sau Johnny Hallyday.

## Distribuție
- Mylène Demongeot – propriul rol
- Franck Fernandel – Richard
- Berthe Granval – Gisèle
- Dany Saval – Corinne
- Dominique Boschero – Vonny
- Pierre Bellemare – propriul rol
- Harold Kay – propriul rol
- Hector – propriul său rol
- Les Médiators – propriul lor rol
- Claude Piéplu – asistentul la filmare
- Les Frères ennemis – ei înșiși
- Bruno Coquatrix – el însuși, directorul de la Olympia
- Johnny Hallyday – propriul rol
- Frank Alamo – propriul rol
- Charles Aznavour – propriul rol
- Sylvie Vartan – propriul rol
- Eddie Vartan – propriul rol
- Nancy Holloway – propriul rol
- Jean-Jacques Debout – propriul rol
- Eddy Mitchell – propriul rol
- Les Chaussettes Noires – ei înșiși
- Les Surfs – ei înșiși
- Sophie – ea însăși
- Max Montavon – Loulou, fotograful
- Teddy Vrignault – Édouard
- Max Amyl – un  decorator
- François Cadet – un instalator
- Roger Trapp – un instalator
- Franco Califano – regizorul
- Henri Coutet – însoțitorul la audiție
- Paul Bisciglia – croitorul
- Michel Dacquin – primul controlor
- Charles Bouillaud – al doilea controlor
- Pierre Doris – discograful
- Jacques Dynam – camionagiul
- André Gaillard – regizorul de sonorizare
- Guy Grosso – vizitatorul la radio Europe 1
- Christian Marin – agentul înalt de poliție la concursul de dans
- André Dionnet – agentul scund de poliție la concursul de dans
- Laure Paillette – casierița de la concursul de dans
- Alexandre Randall – un prezentator
- Bernard Musson – un trecător
- Ei înșiși în public la Olympia[1]: 
  - Marcel Achard
  - Maurice Biraud
  - Daniel Gélin
  - Juliette Gréco însoțită de Françoise Sagan
  - Marie Laforêt
  - Jean Marais

## Melodii din film
Texte de Charles Aznavour și muzica de Georges Garvarentz, interpretată de :
- Frank Alamo : L'ange que j’attendais
- Charles Aznavour : Et pourtant
- Les Chaussettes Noires și Eddy Mitchell : Crois-moi mon cœur
- Jean-Jacques Debout : Si tu voulais m'aimer
- Johnny Hallyday : Bonne chance
- Nancy Holloway : Prends garde à toi
- Les Médiators : Il faut saisir sa chance
- Sophie : Je n'y peux rien
- Les Surfs : Ça n'a pas d’importance
- Sylvie Vartan : La Plus Belle pour aller danser